# Distretto di Sliven
Il distretto di Sliven (in bulgaro Област Сливен?) è uno dei 28 distretti della Bulgaria.

## Comuni
Il distretto è diviso in 4 comuni:
| Comune      | Bulgaro     | Pop.    |
| ----------- | ----------- | ------- |
| Kotel       | Котел       | 26.369  |
| Nova Zagora | Нова Загора | 44.911  |
| Sliven      | Сливен      | 146.877 |
| Tvărdica    | Твърдица    | 16.408  |